# Mariä Himmelfahrt (Ried, Dinkelscherben)

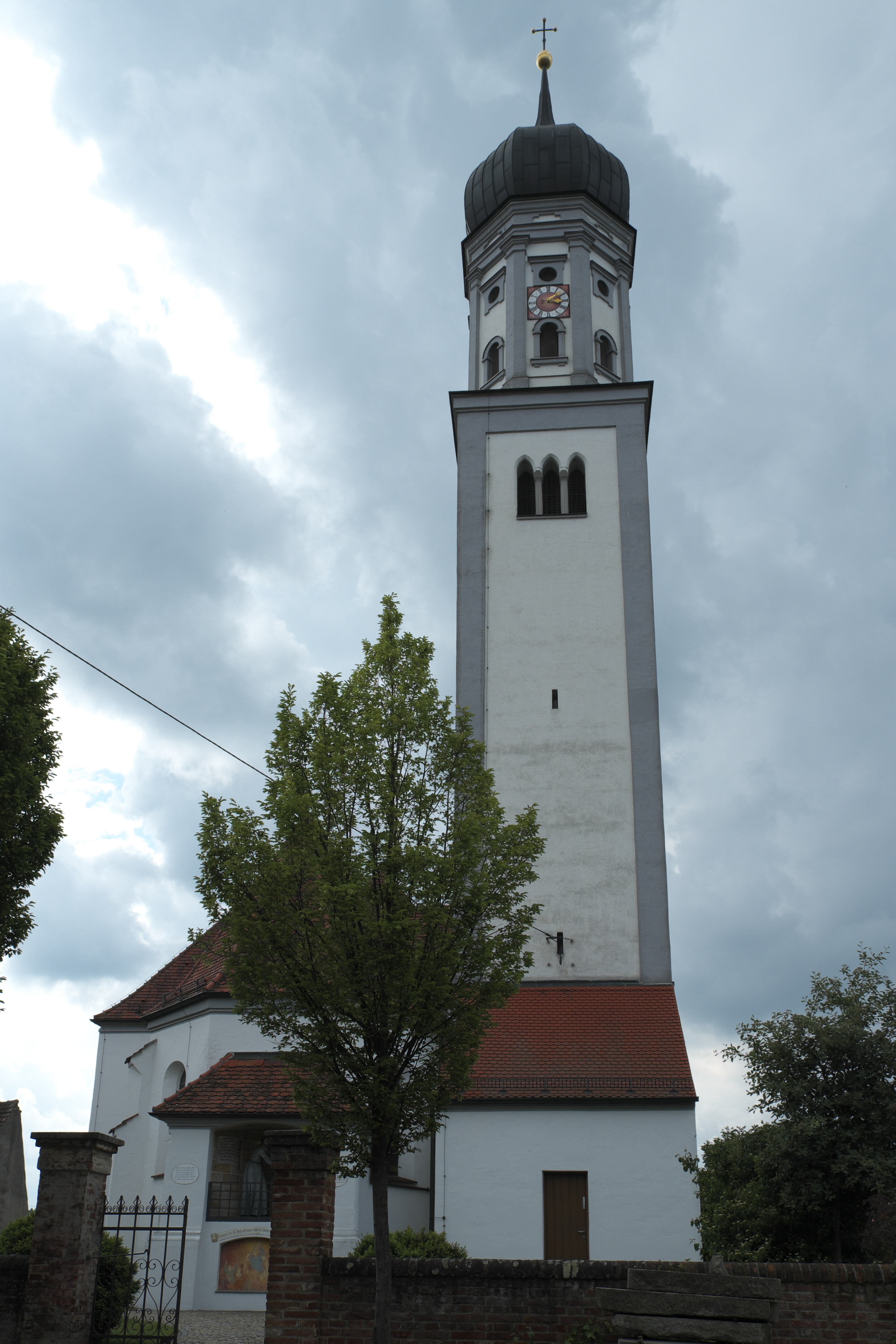
Mariä Himmelfahrt in Ried

Die römisch-katholische Pfarrkirche Mariä Himmelfahrt steht in Ried, einem Gemeindeteil von Dinkelscherben im schwäbischen Landkreis Augsburg in Bayern. Das denkmalgeschützte Bauwerk ist in der Liste der Baudenkmäler in Dinkelscherben unter der Nr. D-7-72-131-52 eingetragen. Die Pfarrei gehört zum Dekanat Augsburg-Land des Bistums Augsburg.

## Beschreibung
Die Saalkirche besteht aus einem Langhaus, das 1726 nach Westen verlängert wurde, einem eingezogenen, dreiseitig geschlossenen, um 1700 umgestalteten Chor im Osten und Kapellen, die das Langhaus beidseitig flankieren. Der Chorflankenturm auf quadratischem Grundriss steht an der Nordwand neben einer Kapelle. Er wurde mit einem Geschoss mit Pilastern an den acht Ecken, das die Turmuhr beherbergt, aufgestockt und mit einer Zwiebelhaube bedeckt. Das quadratische Geschoss darunter beherbergt hinter den als Triforien gestalteten Klangarkaden den Glockenstuhl. Der Innenraum des Langhauses ist mit einer Flachdecke überspannt, der des Chors mit einem Stichkappengewölbe. Die Fresken wurden 1903 von Ludwig Kandler eingefügt. Den Hochaltar hat um 1703 Lorenz Luidl gebaut. Auf dem Altarretabel ist Maria vom Siege dargestellt. Auf der Brüstung der Kanzel aus dem frühen 18. Jahrhundert sind die Kirchenväter zu sehen. Auf dem Schalldeckel wurde Salvator mundi eingefügt.